# Paracypris
Paracypris is een geslacht van kreeftachtigen uit de klasse van de Ostracoda (mosselkreeftjes).

## Soorten
- Paracypris abscissa (Reuss, 1850) L Ivental, 1956 †
- Paracypris acris Oertli, 1959 †
- Paracypris acuta (Cornuel, 1848) Sharapova, 1939 †
- Paracypris acutocaudata Rosenfeld, 1974 †
- Paracypris aequalis Terquem, 1878
- Paracypris aerodynamica Oertli, 1956 †
- Paracypris anterorotunda Gruendel, 1966 †
- Paracypris arcuata Zalanyi, 1959 †
- Paracypris arcuatilis Donze, 1964 †
- Paracypris badongensis Guan, 1985 †
- Paracypris bajociana Bate, 1963 †
- Paracypris bellula Luebimova, 1955 †
- Paracypris bensoni Maddocks, 1988
- Paracypris bosquetites Coryell, 1963 †
- Paracypris bouldnorensis Keen, 1978 †
- Paracypris bradyi McKenzie, 1967
- Paracypris caerulea Neale, 1962 †
- Paracypris cambayensis Guha, 1971 †
- Paracypris caudata (Bold, 1964) Neufville, 1973
- Paracypris cernuosa Li, 1963 †
- Paracypris chiyehia Hu & Tao, 2008
- Paracypris choctawhatcheensis Puri, 1954 †
- Paracypris communis Bold, 1946 †
- Paracypris complanata (Brady & Robertson, 1869)
- Paracypris contermia Luebimova & Mohan, 1960 †
- Paracypris contracta (Jones, 1857) Keij, 1957 †
- Paracypris convexa Brenner, 1976 †
- Paracypris crispa Maddocks in Maddocks & Iliffe & Iliffe, 1986
- Paracypris cuneata Scheremeta, 1969 †
- Paracypris dactylis (Egger, 1858)
- Paracypris dactylus (Egger, 1858) Witt, 1970 †
- Paracypris dentonensis Alexander, 1929 †
- Paracypris depressa Bonnema, 1940 †
- Paracypris dongtaiensis Hou in Hou et al., 1982
- Paracypris dorsaconvexa Masumov, 1966 †
- Paracypris dorsomaculata Whatley & Keeler, 1989
- Paracypris dubertreti Damotte & Saint-Marc, 1972 †
- Paracypris elegans Kubiatowicz, 1983 †
- Paracypris elongata (Leroy, 1943) Cronin et al., 1983 †
- Paracypris eniotmetos Nicolaidis & Piovesan in Piovesan, Nicolaidis, Fauth & Viviers, 2013 †
- Paracypris eocuneata (Hornibrook, 1953) †
- Paracypris exilis Zalanyi, 1959 †
- Paracypris fragilis Holden, 1964 †
- Paracypris franquesi Howe & Chambers, 1935 †
- Paracypris franquesoides Swain, 1967
- Paracypris gajensis Tewari & Tandon, 1960 †
- Paracypris galopimi Damotte, Cabral & Berthou, 1990 †
- Paracypris goodlandensis Howe & Laurencich, 1958 †
- Paracypris gracilis (Bosquet, 1854) Jones & Hinde, 1890 †
- Paracypris gracilis (Brady, 1890) Maddocks, 1990
- Paracypris gracilis Jones, 1870 †
- Paracypris guadarramae Breman, 1976 †
- Paracypris hieroglyphica Brady, 1868
- Paracypris hispanica Brenner, 1976 †
- Paracypris incurva Terquem, 1885 †
- Paracypris indica Singh & Porwal, 1989 †
- Paracypris inflecta Zalanyi, 1959 †
- Paracypris jaguelensis Bertels, 1975 †
- Paracypris jhingranis Singh & Tewari, 1967 †
- Paracypris jonesi Bonnema, 1940 †
- Paracypris kaesleri Pooser, 1965 †
- Paracypris kattuppirangiyamensis Singh & Porwal, 1989 †
- Paracypris koufei Hu & Tao, 2008
- Paracypris labocana Bold, 1973 †
- Paracypris lacrimata Dingle, 1992
- Paracypris lakiensis Guha, 1974 †
- Paracypris leizhouensis Guan, 1978 †
- Paracypris lenticularis Hu, 1984 †
- Paracypris levis Kuznetsova, 1961 †
- Paracypris liassica (Bate & Coleman, 1975) Riegraf, 1985 †
- Paracypris licina Huff, 1970 †
- Paracypris loferensis Kristan-Tollmann, 1991 †
- Paracypris longiformis Sivhed, 1980 †
- Paracypris lubrica Luebimova, 1955 †
- Paracypris lunata Frydl (Hanai, 1982)
- Paracypris lunata (Mehes, 1907) Livental, 1956 †
- Paracypris lusitanica Damotte, Cabral & Berthou, 1990 †
- Paracypris maghaghaensis Khalifa & Cronin, 1980 †
- Paracypris makridini Luebimova, 1956 †
- Paracypris marlieri Scheremeta, 1966 †
- Paracypris mckenziei Maddocks, 1988
- Paracypris mdaouerensis Bassoullet & Damotte, 1969 †
- Paracypris media Howe & Howe, 1973 †
- Paracypris melmatturensis Singh & Porwal, 1989 †
- Paracypris monmouthensis Schmidt, 1948 †
- Paracypris navicula Terquem, 1886 †
- Paracypris nuda Mostafawi, 1992 †
- Paracypris occidenslevis Howe & Mckenzie, 1989
- Paracypris orientalis Hu, 1983 †
- Paracypris pandyai Khosla, 1979 †
- Paracypris parallela Neale, 1962 †
- Paracypris perapiculata Alexander, 1934 †
- Paracypris polita Sars, 1866
- Paracypris politella Swain, 1967
- Paracypris postaculeata Guan, 1985 †
- Paracypris posteroobliqua Andreev, 1968 †
- Paracypris problematica Kilenyi, 1969 †
- Paracypris procera Blaszyk, 1967 †
- Paracypris projecta Peterson, 1954 †
- Paracypris propinqua Triebel, 1963 †
- Paracypris pulchella Alexander, 1929 †
- Paracypris pusilla (Kozur, 1968) Styk, 1979 †
- Paracypris rasilis Wakefield, 1994 †
- Paracypris rectoventra Sohn, 1970 †
- Paracypris redcarensis (Blake, 1876) Apostolescu, 1959 †
- Paracypris regularis Donze, 1964 †
- Paracypris rosefieldensis Howe & Law, 1936 †
- Paracypris rupelica Monostori, 1982 †
- Paracypris sablensis Benson & Coleman, 1963
- Paracypris sahui Bhandari, 1992 †
- Paracypris salmiformis Neale & Singh, 1986 †
- Paracypris samantai Bhandari, 1992 †
- Paracypris sapperi Bold, 1961 †
- Paracypris scalaris Wei, 1981 †
- Paracypris semidisca Drexler, 1958 †
- Paracypris siddiquii Bhandari, 1992 †
- Paracypris siliqua Jones & Hinde, 1890 †
- Paracypris sinuata Neale, 1962 †
- Paracypris sklira Barbeito-Gonzalez, 1971
- Paracypris sokotoensis (Reyment, 1981) Bassiouni & Luger, 1990 †
- Paracypris stabilis Guan, 1985 †
- Paracypris stolki Bold, 1958 †
- Paracypris strecca Schmidt, 1948 †
- Paracypris striata Bhandari, 1992 †
- Paracypris suzini (Schneider, 1949) Schneider, 1963 †
- Paracypris tabuusaxensis Kristan-Tollmann, 1991 †
- Paracypris tenuicula Alexander, 1937 †
- Paracypris terraefullonicae (Jones & Sherborn, 1888) Bate, 1967 †
- Paracypris triangularis Rosenfeld, 1974 †
- Paracypris trigonella (Sars, 1866) Apostolescu, 1967
- Paracypris umzambaensis Dingle, 1969 †
- Paracypris usualis Huang, 1975 †
- Paracypris vara Kuznetsova, 1961 †
- Paracypris wamiensis Bate & Bayliss, 1969 †
- Paracypris weatherfordensis Vanderpool, 1928 †
- Paracypris weatherfordoides Swain, Xie & Hillebrandt, 1991 †
- Paracypris wenjongi Hu & Tao, 2008
- Paracypris wrothamensis Kaye, 1965 †
- Paracypris wynnei Tewari & Tandon, 1960 †
- Paracypris zealandica (Brady, 1880) Mueller, 1912
- Paracypris zululandensis Dingle, 1980 †